# Euphorbia aulacosperma
Euphorbia aulacosperma är en törelväxtart som beskrevs av Pierre Edmond Boissier. Euphorbia aulacosperma ingår i släktet törlar, och familjen törelväxter. Inga underarter finns listade i Catalogue of Life.